# Szibam
Szibam (arab. شبام, Shibām) – historyczne miasto w Jemenie, położone w muhafazie Hadramaut. Według spisu ludności w 2004 roku liczyło 13 316 mieszkańców.

## Historia
Szibam, nazywane też Najstarszym miastem wieżowców lub Manhattanem pustyni, od 1982 wpisane jest na Listę Światowego Dziedzictwa UNESCO jako Old Walled City of Shibam.
Miasto ma co najmniej 2500 lat historii, było przez wiele wieków stolicą księstwa Hadramaut.
Miasto zbudowane jest z glinianej cegły suszonej na słońcu, a około 500 domów ma od 5 do 11 kondygnacji w formie wież sięgających 30 metrów. Większość budynków pochodzi z XVI wieku. Celem budowy takich domów była ochrona mieszkańców przed atakami Beduinów. Ich budowa uwarunkowana była potrzebą zgromadzenia dużej liczby mieszkańców na terenie nie narażonym na skutki powodzi (w latach 1298 i 1532 odnotowano duże zniszczenia w zabudowie wskutek zalania miasta).

## Galeria

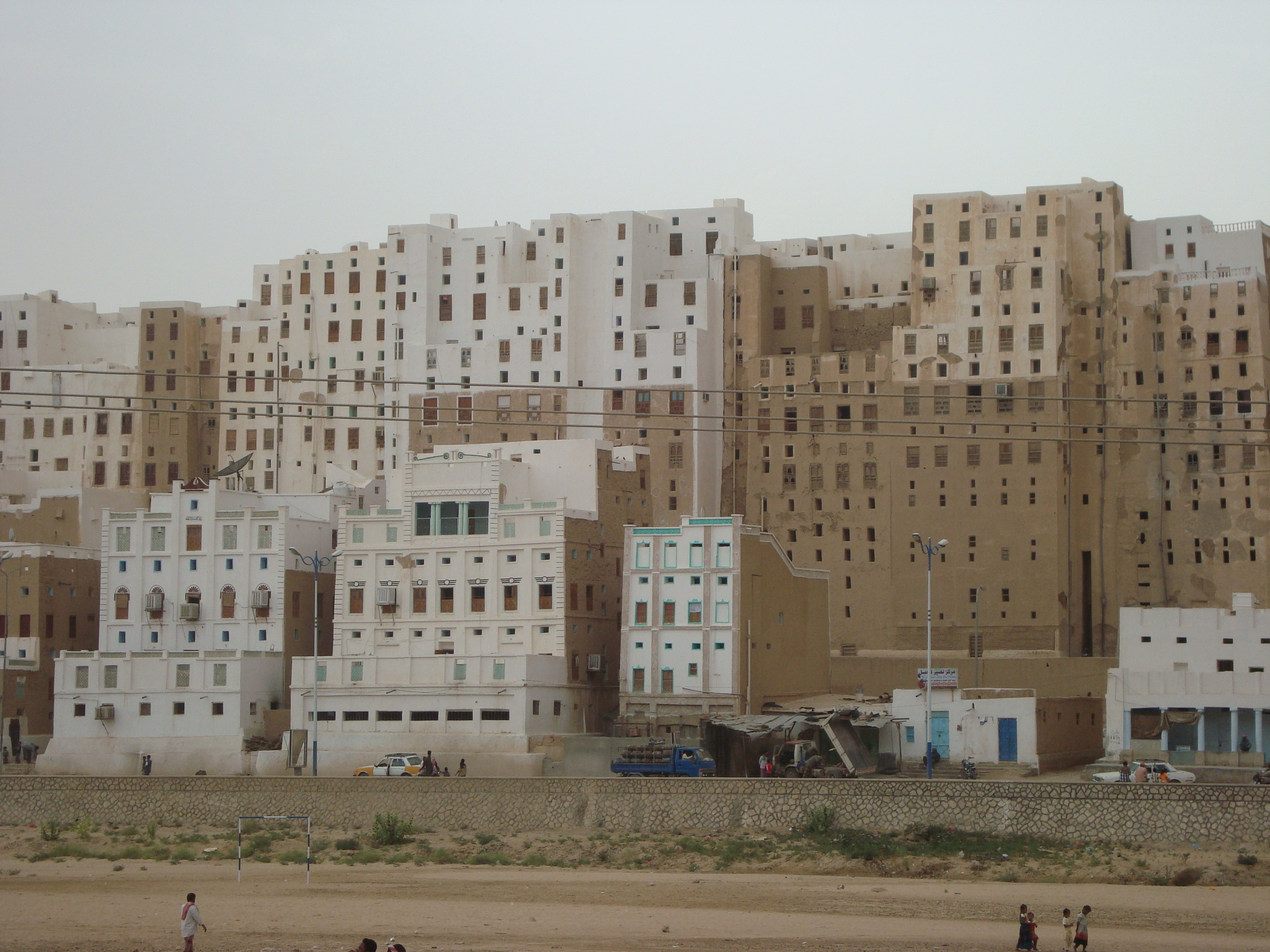
Wieżowce Szibam
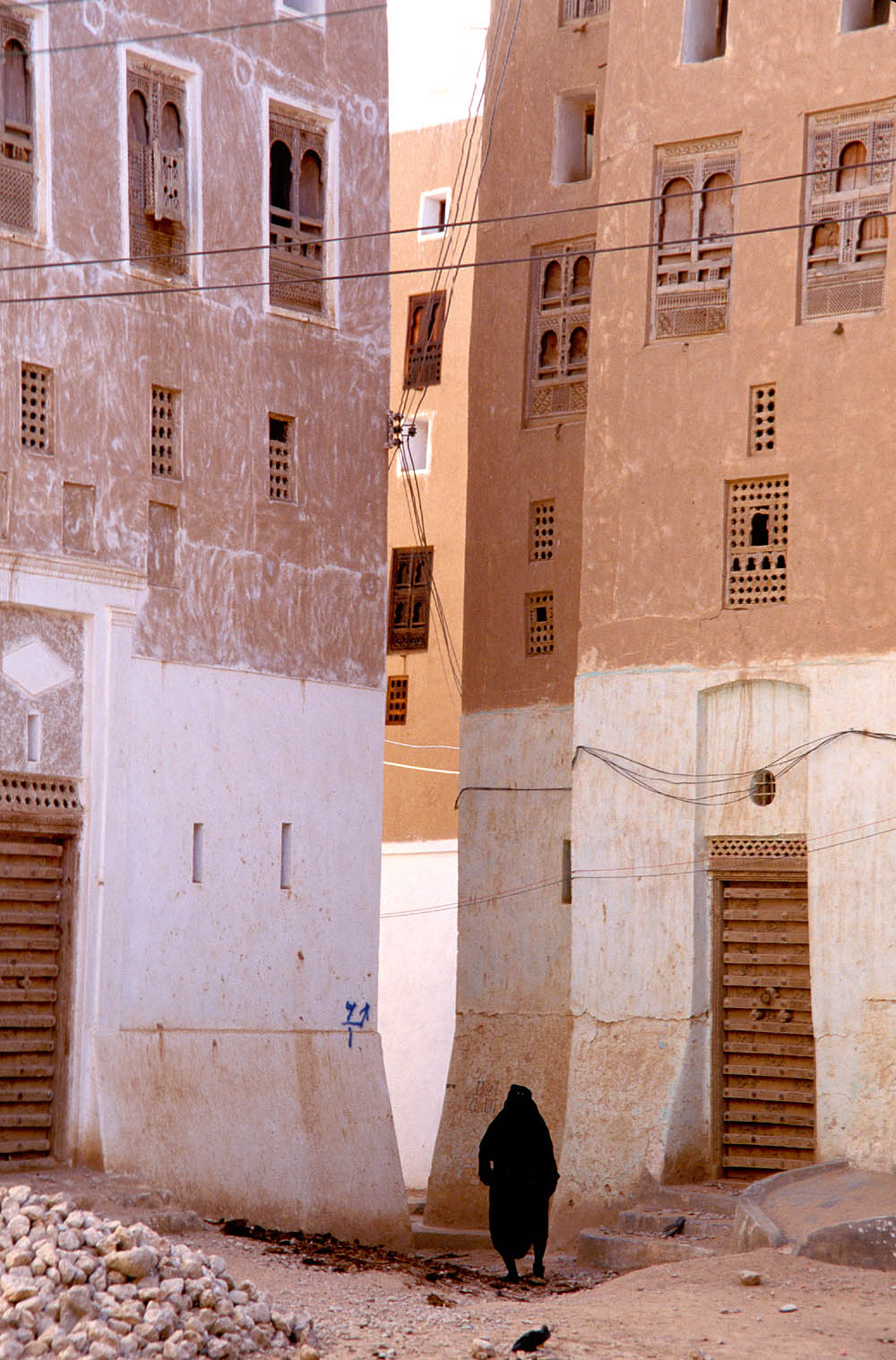
Wieżowce Szibam
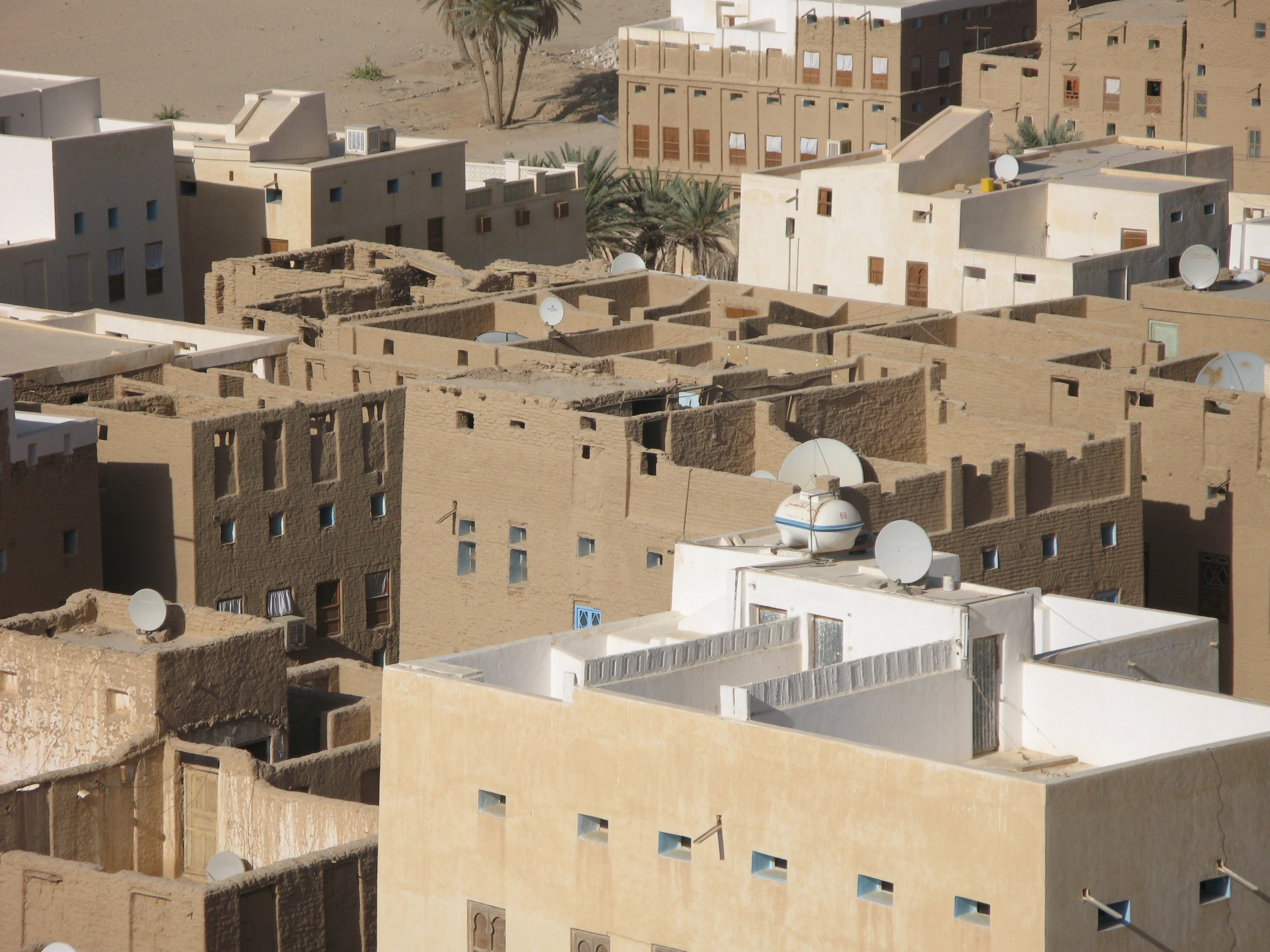
Wieżowce Szibam
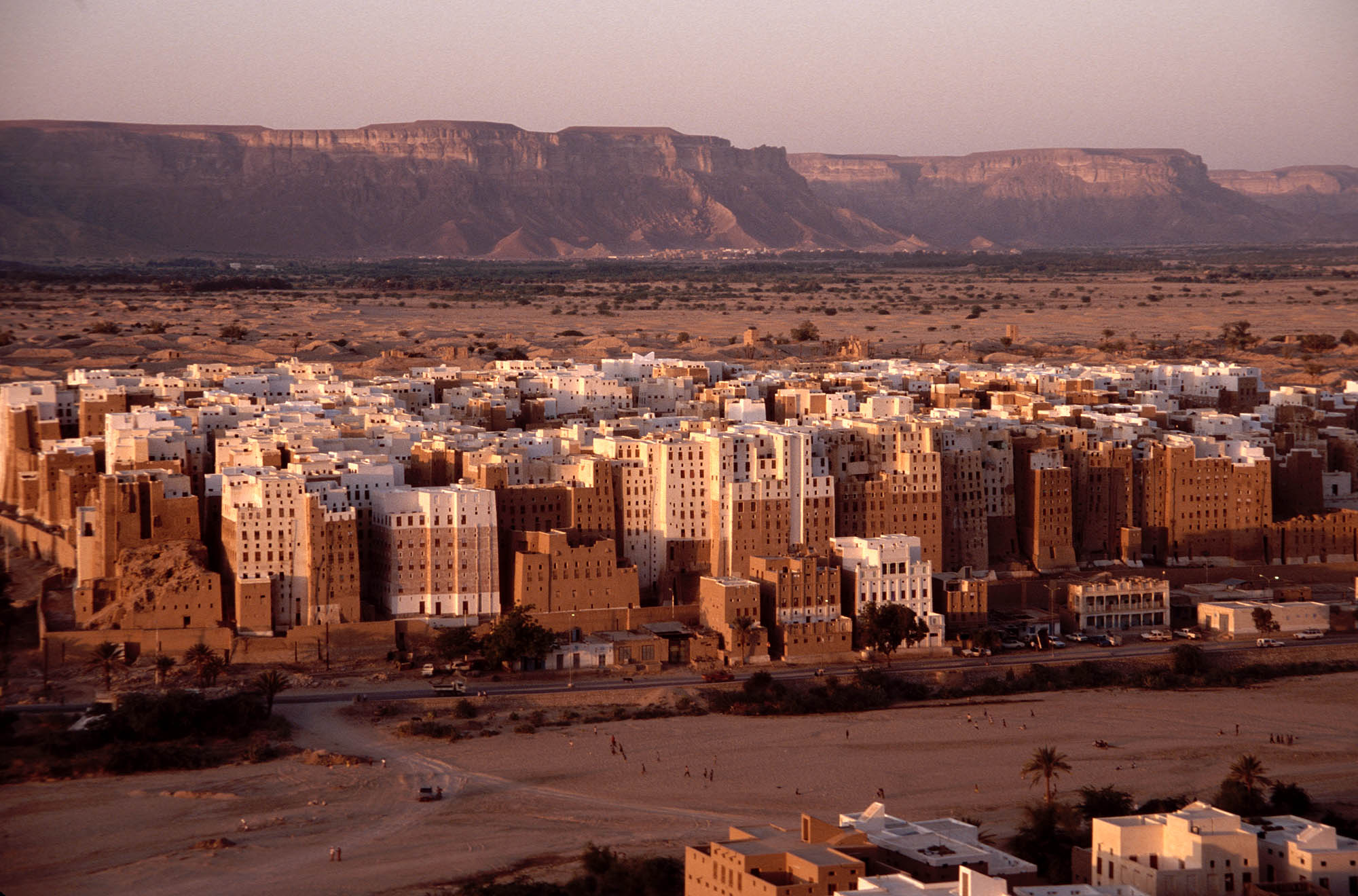
Widok miasta
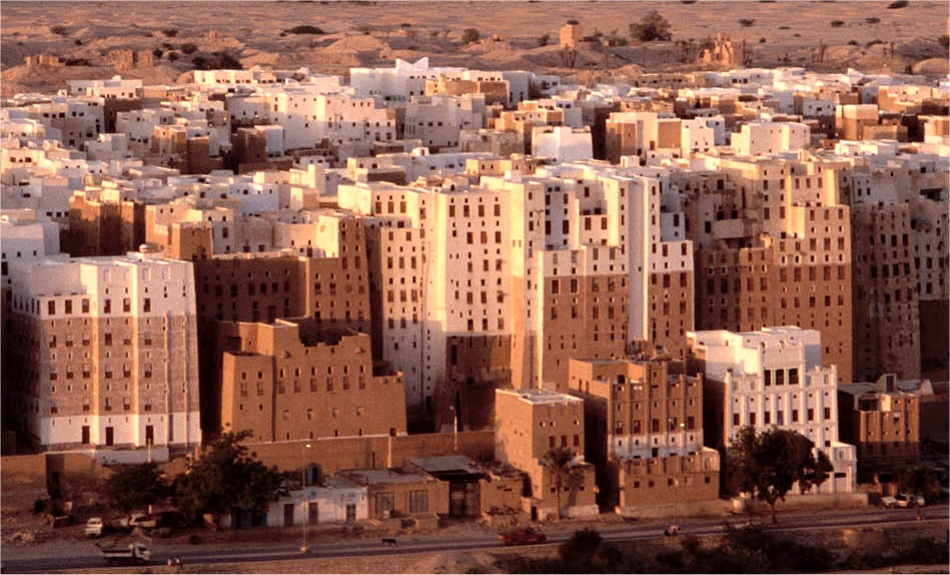
Widok miasta